# Pehr Kalm
Pehr (Pietari) Kalm (6 mars 1716 - 16 novembre 1779), aussi connu en Amérique du Nord sous les noms de Peter Kalm et de Pierre Kalm, est un explorateur, un botaniste, un naturaliste et un économiste agricole né en Suède de parents finlandais. Il est l'un des plus importants apôtres de Carl Linnæus.
En 1747, l'Académie royale des sciences de Suède le choisit pour effectuer un voyage dans les colonies britanniques et françaises d'Amérique du Nord, afin d'en rapporter des semences et des plantes pouvant être utiles pour l'agriculture et l'économie suédoise.
Kalm est célèbre pour avoir le premier décrit les chutes du Niagara et avoir fourni la première étude détaillée d'histoire naturelle de l'Amérique du Nord. Il a publié son récit de voyage, qui a été traduit en plusieurs langues.

## Biographie

### Jeunesse et études
Pehr Kalm, fils du pasteur luthérien Gabriel Kalm et de Catharina Ross, est né le 6 mars 1716 dans la province d'Ångermanland. Son père meurt avant ou juste après sa naissance et sa mère retourne, à Vaasa, en Finlande en 1721, où il grandit. Il y est scolarisé, puis commence en 1735 des études de théologie à l'Académie royale d'Åbo, l'actuelle Turku, avant de se concentrer sur les sciences naturelles. À partir de l'automne 1740, il poursuit ses études à l'université d'Uppsala. Il suit les cours de Carl Linnæus, lequel deviendra Carl von Linné après avoir été anobli en 1761. En 1745, il est admis parmi les membres de l'Académie royale des sciences de Suède.
Pendant ses études à Uppsala et jusqu'en 1747, il s'occupe des collections d'histoire naturelle et du jardin de Sten Carl Bielke au manoir de Löfstad, qui en retour, finance ses études. Bielke lui finance plusieurs voyages dans différentes régions de Finlande (1740), de Suède (1741 et 1742) et de Russie (1744).
En 1746, Kalm devient professeur assistant d'histoire naturelle et d'économie à l'académie royale d'Åbo, puis professeur d'économie à partir du 31 d'août 1747.

### Expédition en Amérique du Nord
La même année, l'Académie royale des sciences de Suède le choisit pour faire un voyage en Amérique du Nord, dans le but d'en rapporter toutes semences et plantes nouvelles qui pourraient se révéler utiles pour l'agriculture et l'industrie. Pour permettre le développement de la production de soie en Suède, Kalm a particulièrement la charge de collecter des pieds de mûrier rouge (Morus rubra), les feuilles de mûrier étant l'aliment préféré de la chenille du Bombyx du mûrier, qui est communément appelé ver à soie. Le bilan sera décevant tant pour Kalm que pour Linné puisque les plantes ramenées s'adapteront mal au climat nordique.
Kalm quitte Göteborg le 30 novembre 1747, mais son bateau doit s'arrêter en Norvège à cause d'une tempête. Il fait escale à Grömstad, Arendal et Kristiansand. Le 7 février 1748, il gagne Londres et doit y rester jusqu'à l'été, dans l'attente d'un navire pour traverser l'Atlantique à destination de l'Amérique. Le 25 juillet, il embarque à bord de la Mary-Gally et arrive à Philadelphie en Pennsylvanie le 15 septembre, où il se lie d'amitié avec Benjamin Franklin et le naturaliste John Bartram. Il passe l'automne et l'hiver dans la communauté finno-suédoise établie à Raccoon (aujourd'hui Swedesboro), dans le sud du New Jersey. Au printemps 1749, il gagne la ville de New York, puis celle d'Albany. De là, il amorce son voyage vers le Canada le 10 juin, en remontant le fleuve Hudson. Au début juillet, il fait halte au fort Saint-Frédéric, au sud du lac Champlain. Trois semaines plus tard, il gagne le fort Saint-Jean, puis le village de La Prairie et de là Montréal, où il reste jusqu'au début d'août. Il descend ensuite le fleuve Saint-Laurent, fait halte à Trois-Rivières, puis arrive à Québec le 5 août. À la fin août, il se rend à Baie-Saint-Paul et jusqu'au Cap-aux-Oies. Il revient à Québec le 7 septembre, puis est de retour sur l'île de Montréal le 15 septembre. Il y reste jusqu'au 10 octobre, après quoi il entreprend le voyage de retour au New Jersey. Il passe l'hiver à Raccoon. Il y officie comme pasteur et s'y marie en 1750 avec Anna Magaretha Sjöman. À l'été, il traverse l'Iroquoisie pour se rendre au fort Niagara, sur la rive sud du lac Ontario. Il retourne ensuite à Philadelphie. Il y passe l'automne et l'hiver 1751. Le 13 février 1751, il part de Philadelphie et retraverse l'océan, arrive en Angleterre le 27 mars et rentre à Stockholm le 13 juin. 

### Retour en Europe
De retour en Suède, Kalm est l'un des fondateurs en 1751 un jardin botanique à Turku (Finlande). Il retrouve également son poste de professeur à l'Académie royale d'Åbo, fonction qu'il occupe jusqu'à sa mort le 16 novembre 1779. En prise à des difficultés économiques croissantes, il décide de travailler parallèlement comme pasteur et s'occupe successivement des paroisses de Pikis (1757-1763) et de Sainte-Marie (1763-1779), toutes deux à Turku. En 1768, il obtient son doctorat en théologie.

## Publications
Le récit de son voyage en Amérique du Nord est publié en suédois, à l'origine en écriture Fraktur (gothique) entre 1753 et 1761, et 150 ans plus tard dans une police d'écriture classique entre 1904 et 1929. Il traite principalement de botanique, mais présente aussi des observations plus générales sur la population, les coutumes et l'organisation sociale.  Il est traduit, entre autres, en allemand entre 1754 et 1764, en anglais en 1770-1771 et en 1937, ainsi qu'en français, d'abord en 1880 et ensuite en 1977. Ce dernier ouvrage est plus détaillé, car il s'agit d'une traduction du journal de voyage tenu par l'explorateur sur le terrain, dans lequel ses observations sont consignées avec minutie, en particulier les descriptions des plantes. Le récit de Pehr Kalm constitue l'un des grands témoignages de la colonie française avant la Conquête.
Linné, dans son Species Plantarum de 1753, cite 90 espèces de plantes rapportées par Kalm, dont 60 sont nouvelles pour la science.

## Hommages
Carl von Linné nomme un genre botanique Kalmia en l'honneur de Pehr Kalm.